# Die Simpsons/Staffel 20
Die 20. Staffel der US-amerikanischen Zeichentrickserie Die Simpsons wurde erstmals vom 28. September 2008 bis zum 17. Mai 2009 auf dem US-amerikanischen Sender Fox gesendet. Die deutschsprachige Erstausstrahlung sendete ProSieben vom 7. September 2009 bis zum 13. April 2010.
Die Staffel wurde am 12. Januar 2010 in den Vereinigten Staaten und am 17. September 2010 in Deutschland als Jubiläums-DVD veröffentlicht. Sie enthält im Gegensatz zu den anderen Simpsons-DVDs keine Sonderausstattung. Die Blu-ray-Veröffentlichung erfolgte in den Vereinigten Staaten ebenfalls am 12. Januar 2010. In Deutschland erschien die Staffel am 20. Januar 2010 auf Blu-ray.

## Figuren
| Figur                          | Originalsprecher | Synchronsprecher |
| ------------------------------ | ---------------- | ---------------- |
| Homer Simpson                  | Dan Castellaneta | Norbert Gastell  |
| Marge Simpson                  | Julie Kavner     | Anke Engelke     |
| Bart Simpson                   | Nancy Cartwright | Sandra Schwittau |
| Lisa Simpson                   | Yeardley Smith   | Sabine Bohlmann  |
| Maggie Simpson                 | Nancy Cartwright | Sabine Bohlmann  |
| → Synchronisation der Simpsons |                  |                  |

## Entwicklung und Produktion

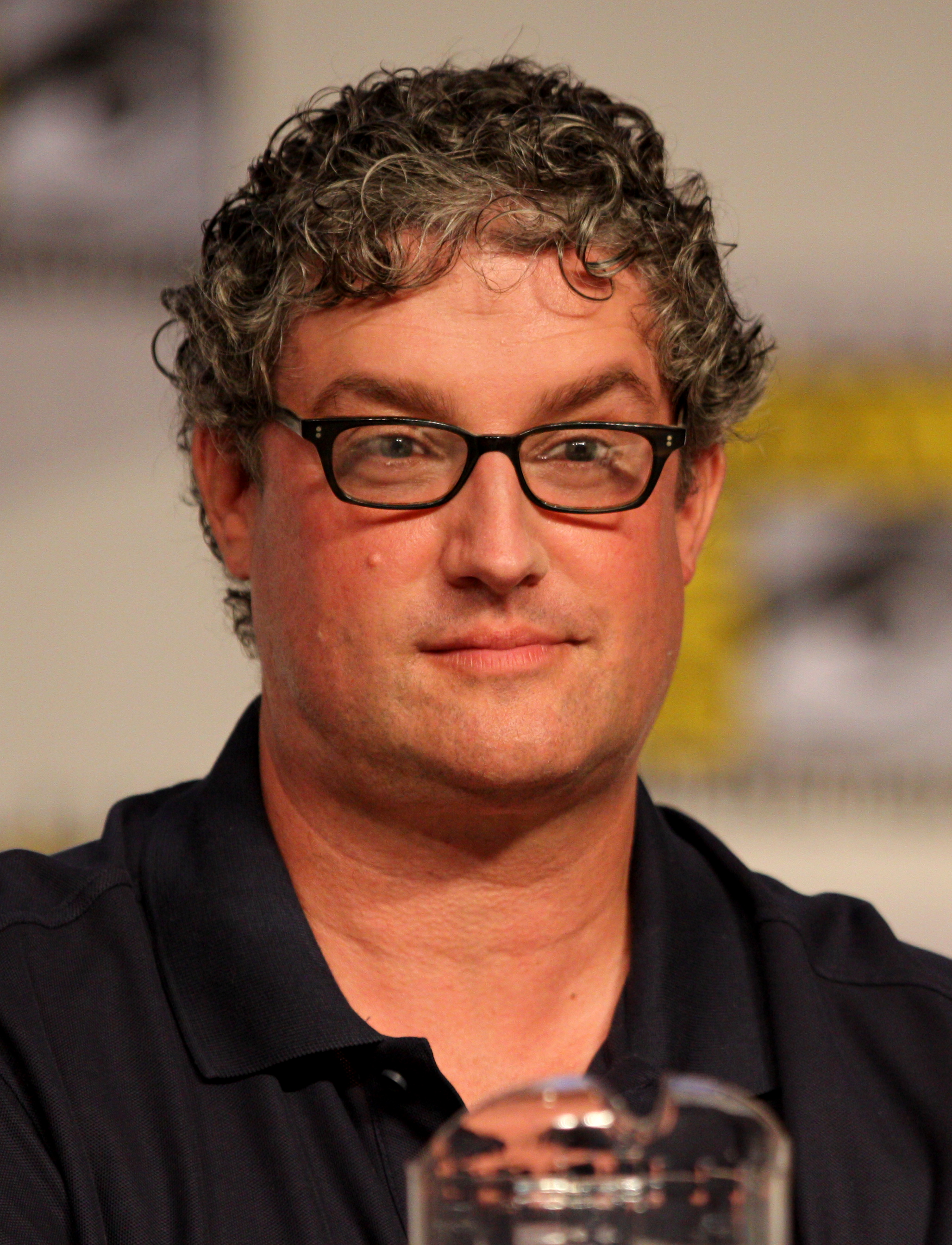
Al Jean, Show Runner der 20. Staffel

Die Produktion der 20. Staffel wurde durch schwierige Vertragsverhandlungen mit den sechs wichtigsten Synchronsprecher verzögert. Der Streit endete, als die Gehälter der Synchronsprecher auf 400.000 Dollar pro Folge erhöht wurden. Aufgrund der Produktionsverzögerung wurden nur 20 anstelle von 22 Folgen produziert. Dan Castellaneta, amerikanische Stimme von Homer Simpson, wurde erstmals als beratender Produzent im Abspann gelistet. Die restlichen Hauptsprecher waren Julie Kavner, Nancy Cartwright, Yeardley Smith, Hank Azaria und Harry Shearer; für Nebenrollen waren hauptsächlich Marcia Wallace, Pamela Hayden, Tress MacNeille, Russi Taylor und Karl Wiedergott zuständig.
Die erste in HD ausgestrahlte Episode war die zehnte der 20. Staffel, Quatsch mit Soße; sie wurde am 15. Februar 2009 in den Vereinigten Staaten erstausgestrahlt, in Deutschland erfolgte die Premiere am 17. November 2009. Auch der neue Vorspann wurde in dieser Folge eingeführt.

## 20 JahreDie Simpsons
2009, als die Simpsons 20 Jahre im Fernsehen gezeigt wurden, gab Fox bekannt, dass man aus diesem Grund ein Special namens Best. 20 Years. Ever zu den Simpsons ausstrahlen werde. Die Ausstrahlung erfolgte schließlich vom 14. Januar 2009 bis zum 14. Januar 2010, zeitgleich wurden mehrere Wettbewerbe ausgetragen, an denen Fans der Serie z. B. ein Simpsonsposter entwerfen konnten.
Als Teil der Feier wurde am 17. März 2009 im Vereinigten Königreich und Irland die irisch-angehauchte Folge Im Namen des Großvaters ausgestrahlt. Dies war die erste Folge, die in Europa früher zu sehen war, als in den Vereinigten Staaten. In den USA erfolgte die Erstausstrahlung am 22. März 2009, in Deutschland am 12. Januar 2010.

## Episoden
| Nr. (ges.) | Nr. (St.) | Deutscher Titel                                 | Originaltitel                       | Erstausstrahlung USA | Deutschsprachige Erstausstrahlung (D/CH) | Regie               | Drehbuch                         | Zuschauer (DE) | Prodc. |
| --- | --------- | ----------------------------------------------- | ----------------------------------- | -------------------- | ---------------------------------------- | ------------------- | -------------------------------- | -------------- | ------ |
| 421 | 1         | Kuchen, Kopfgeld und Kautionen                  | Sex, Pies and Idiot Scrapes         | 28. Sep. 2008        | 15. Sep. 2009                            | Lance Kramer        | Kevin Curran                     | 2,44 Mio.      | KABF17 |
| Wegen einer Schlägerei am Saint Patrick’s Day muss Homer ins Gefängnis. Die Kaution besorgt er sich in einem Kautionsbüro und lernt dort die beiden Kopfgeldjäger Lucky Jim und Wolf kennen, die sich auf Kautionsflüchtlinge spezialisiert haben. Daraufhin steigt er mit Ned Flanders in das Kopfgeldgeschäft ein. Währenddessen arbeitet Marge in einer Bäckerei für erotisches Gebäck. |           |                                                 |                                     |                      |                                          |                     |                                  |                |        |
| 422 | 2         | Jäger des verlorenen Handys                     | Lost Verizon                        | 5. Okt. 2008         | 22. Sep. 2009                            | Raymond S. Persi    | John Frink                       | 2,07 Mio.      | KABF15 |
| Durch Zufall findet Bart das Handy von Denis Leary und führt in dessen Namen Scherzanrufe. Marge kommt dahinter und informiert Leary. Dieser schlägt Marge vor, das Mobiltelefon mit einem GPS-Chip zu versehen. Lisa erzählt Bart von dem Chip, und Bart befestigt diesen an einem Zugvogel. Homer, Marge, Lisa und Maggie folgen dem Vogel bis nach Machu Picchu. |           |                                                 |                                     |                      |                                          |                     |                                  |                |        |
| 423 | 3         | Gemischtes Doppel                               | Double, Double, Boy in Trouble      | 19. Okt. 2008        | 29. Sep. 2009                            | Michael Polcino     | Bill Odenkirk                    | 2,37 Mio.      | KABF14 |
| Bart trifft Simon Woosterfield, der genauso aussieht wie er und einer sehr reichen Familie in Springfield angehört. Simon und Bart tauschen die Rollen. Aber Barts neue Geschwister wollen töten, um das Erbe nicht mit ihrem Bruder teilen zu müssen. |           |                                                 |                                     |                      |                                          |                     |                                  |                |        |
| 424 | 4         | Der Tod kommt dreimal                           | Treehouse of Horror XIX             | 2. Nov. 2008         | 27. Okt. 2009                            | Bob Anderson        | Matt Warburton                   | 2,24 Mio.      | KABF16 |
| Roboter-Parodie ohne Titel – In einer Parodie auf Transformers kauft Bart Lisa ein Weihnachtsgeschenk, das in Wahrheit ein Transformer ist. Auch viele andere Gegenstände sind Transformer und terrorisieren die Stadt. Wirb Langsam – Homer findet heraus, dass tote Berühmtheiten kostenlos in der Werbung eingesetzt werden können und beginnt, Prominente (unter anderem auch Prince) zu ermorden. Milhouse und der große Kürbis – Eine Anspielung auf die Episode It’s the Great Pumpkin der Serie Die Peanuts: Ein Kürbis wird lebendig und findet heraus, was Menschen an Halloween mit Kürbissen machen. Aus Rache frisst er daraufhin die Menschen auf. |           |                                                 |                                     |                      |                                          |                     |                                  |                |        |
| 425 | 5         | Gefährliche Kurven                              | Dangerous Curves                    | 9. Nov. 2008         | 6. Okt. 2009                             | Matthew C. Faughnan | Billy Kimball Ian Maxtone-Graham | 2,20 Mio.      | KABF18 |
| Die Simpsons besuchen eine Blockhütte im Wald. Homer und Marge stellen fest, dass sie bereits in der Vergangenheit die Blockhütte besucht haben. Ned und Maude Flanders haben dort ihre Flitterwochen verbracht. Homer und Marge waren dort als unverheiratete Teenager, aber auch während einer kleinen Ehekrise dort. Beide haben sogar kurzzeitig einen anderen Partner, von dem sie beide voneinander nicht wussten. |           |                                                 |                                     |                      |                                          |                     |                                  |                |        |
| 426 | 6         | Das Kreuz mit den Worträtseln                   | Homer and Lisa Exchange Cross Words | 16. Nov. 2008        | 13. Okt. 2009                            | Nancy Kruse         | Tim Long                         | 2,12 Mio.      | KABF19 |
| Homer entwickelt eine Geschäftsidee und hilft beruflich Paaren beim „Schlussmachen“. Auch dem homosexuellen Paar aus einer früheren Episode will er dabei helfen. Lisa entdeckt währenddessen ihr Talent für Kreuzworträtsel und nimmt an einer Meisterschaft teil. Homer beginnt auf Lisa zu wetten, nachdem er einen Wettring für die Meisterschaft entdeckt. Nachdem er bei der Meisterschaft gegen sie wettet und sie tatsächlich verliert, ist sie sehr wütend auf ihn. Homer versucht, Lisas Liebe mit einer versteckten Botschaft in einem Kreuzworträtsel wiederzugewinnen. |           |                                                 |                                     |                      |                                          |                     |                                  |                |        |
| 427 | 7         | Bin runterladen                                 | Mypods and Boomsticks               | 30. Nov. 2008        | 20. Okt. 2009                            | Steven Dean Moore   | Marc Wilmore                     | 1,95 Mio.      | KABF20 |
| Bart hat einen neuen Freund namens Bashir. Homer schlüpft in die Rolle von Jack Bauer, nachdem er den Vater von Bashir als Terroristen ansieht, der anscheinend einen Sprengstoffanschlag auf das Einkaufszentrum in Springfield plant. Lisa bekommt von Krusty einen „MyPod“ geschenkt. Nach einer Einkaufstour im „MyTunes-Store“ ist sie jedoch nicht in der Lage, die Rechnung („MyBill“) in Höhe von 1200 $ zu bezahlen. |           |                                                 |                                     |                      |                                          |                     |                                  |                |        |
| 428 | 8         | Ja, diese Biene, die ich meine, die heißt Monty | The Burns and the Bees              | 7. Dez. 2008         | 3. Nov. 2009                             | Mark Kirkland       | Stephanie Gillis                 | 1,82 Mio.      | KABF21 |
| Mr. Burns gewinnt bei einer Pokerrunde die „Austin Celtics“. Um die Springfielder für das neue Team zu gewinnen, wird eine moderne Sportarena gebaut. Dieser Bau bedroht den heimischen Bienenbestand, der bereits vor dem Aussterben bedroht scheint. Lisa macht sich für die Bienen stark, und Homer versucht zu helfen, indem er die Bienen mit afrikanisierten Bienen kreuzt. Ein Bienenschwarm fliegt in die Sportarena, was schlimme Folgen hat. |           |                                                 |                                     |                      |                                          |                     |                                  |                |        |
| 429 | 9         | Die Chroniken von Equalia                       | Lisa the Drama Queen                | 25. Jan. 2009        | 10. Nov. 2009                            | Matthew Nastuk      | Brian Kelley                     | 2,18 Mio.      | KABF22 |
| Lisa trifft ein intelligentes Mädchen namens Juliet. Sie werden Freunde und schaffen sich mit einem selbstgeschriebenen Buch eine Phantasiewelt, um der Wirklichkeit zu entkommen. (Anspielung auf Heavenly Creatures). |           |                                                 |                                     |                      |                                          |                     |                                  |                |        |
| 430 | 10        | Quatsch mit Soße                                | Take My Life, Please                | 15. Feb. 2009        | 17. Nov. 2009                            | Steven Dean Moore   | Don Payne                        | 2,35 Mio.      | LABF01 |
| Dem Geschäftsmann Vance Connor kommt die Ehre zuteil, auf der Springfield Wall of Fame verewigt zu werden. Dadurch wird Homer daran erinnert, wie er damals in der Highschool gegen Vance angetrat, um Schülerpräsident zu werden, und verlor. Mit Hilfe einer magischen Tomatensauce in Luigis Restaurant sieht Homer, wie sein Leben verlaufen wäre, wenn er diese Wahl gewonnen hätte. Besonderheiten: neuer Vorspann und erste Episode in HDTV |           |                                                 |                                     |                      |                                          |                     |                                  |                |        |
| 431 | 11        | Beim Testen nichts Neues                        | How the Test Was Won                | 1. März 2009         | 24. Nov. 2009                            | Lance Kramer        | Michael Price                    | 2,54 Mio.      | LABF02 |
| Bart erreicht scheinbar hundert Prozent der Punkte bei einem Test zur Vorbereitung auf den Vizepräsidenten-Eignungstest. Deshalb muss er nicht den Haupttest absolvieren, sondern darf an einer Pizzaparty teilnehmen. Später stellt sich heraus, dass Bart wie die Schulschläger vom Test absichtlich ausgeschlossen wurde, damit die Schule ein besseres Gesamtergebnis erzielt. Lisa kann nicht glauben, dass ihr Bruder beim Probetest besser abgeschnitten haben soll als sie, und kann sich deswegen beim Haupttest nicht konzentrieren. Währenddessen glaubt Homer, nicht krankenversichert zu sein, weil er den Beitrag verspätet gezahlt zu haben scheint, und will nun jegliche Verletzungen vermeiden. Es stellt sich heraus, dass Marge sich längst um die Versicherung gekümmert hat. |           |                                                 |                                     |                      |                                          |                     |                                  |                |        |
| 432 | 12        | Liebe deinen Nachbarn                           | No Loan Again, Naturally            | 8. März 2009         | 15. Dez. 2009                            | Mark Kirkland       | Jeff Westbrook                   | 2,23 Mio.      | LABF03 |
| Weil Homer und Marge die Hypothek nicht bezahlen können, wird ihr Haus zwangsversteigert. Ihr Nachbar Ned Flanders kauft das Haus und wird der Vermieter der Simpsons. Homer wirft Ned vor, die Lebensbedingungen zu vernachlässigen, und dieser droht der Familie mit dem Rauswurf. |           |                                                 |                                     |                      |                                          |                     |                                  |                |        |
| 433 | 13        | Auf der Jagd nach dem Juwel von Springfield     | Gone Maggie Gone                    | 15. März 2009        | 22. Dez. 2009                            | Chris Clements      | Billy Kimball Ian Maxtone-Graham | –              | LABF04 |
| In einer Persiflage auf die Romane von Dan Brown lässt Homer Maggie auf einer Türstufe eines Frauenklosters sitzen, worauf die Nonnen sie hineinnehmen. Lisa geht unerkannt in das Kloster und versucht ihre kleine Schwester zu finden. Dabei entdeckt sie eine Reihe von Hinweisen, die zu einem Juwel führen sollen. Sie wird von Rektor Skinner und dem Comicbuchverkäufer unterstützt, aber die Freimaurer versuchen, den dreien zuvorzukommen. Es stellt sich heraus, dass Maggie das Juwel ist. |           |                                                 |                                     |                      |                                          |                     |                                  |                |        |
| 434 | 14        | Im Namen des Großvaters                         | In the Name of the Grandfather      | 22. März 2009        | 12. Jan. 2010                            | Ralph Sosa          | Matt Marshall                    | 2,41 Mio.      | LABF11 |
| Die Simpsons reisen nach Irland, damit Grandpa ein letztes Mal ein Bier in seinem geliebten O’Flanagan’s Pub trinken kann. Sie bemerken aber schnell, dass Dunkilderry kein rückständiger Ort wie in Grandpas Erinnerung mehr ist. Zudem hat der Pub keine Gäste mehr und ist mittlerweile pleite. Im betrunkenen Zustand kaufen Homer und Grandpa Tom O’Flanagan den Pub ab und wollen ihn mit Hilfe von Moe wieder zum Laufen bringen, obwohl sich die Leute im Ort nicht mehr für Pubs begeistern können. Der Laden bekommt Zulauf, nachdem sie das Rauchen im Pub erlauben. UK-/Irland-Premiere: 17. März 2009 |           |                                                 |                                     |                      |                                          |                     |                                  |                |        |
| 435 | 15        | Hochzeit kommt vor dem Fall                     | Wedding for Disaster                | 29. März 2009        | 19. Jan. 2010                            | Chuck Sheetz        | Joel H. Cohen                    | 1,98 Mio.      | LABF05 |
| Als sich herausstellt, dass Homers und Marges Hochzeit ungültig ist, fragt Homer Marge, ob sie ihn erneut heiraten wolle. Am Hochzeitstag verschwindet Homer allerdings auf mysteriöse Weise, und Bart und Lisa suchen nach ihm. Dabei stoßen sie auf Tingeltangel-Bob. Doch schließlich entdecken sie, dass es Selma ist. |           |                                                 |                                     |                      |                                          |                     |                                  |                |        |
| 436 | 16        | Große, kleine Liebe                             | Eeny Teeny Maya Moe                 | 5. Apr. 2009         | 26. Jan. 2010                            | Nancy Kruse         | John Frink                       | 2,13 Mio.      | LABF06 |
| Moe verliebt sich in eine Frau namens Maya, die er über das Internet kennengelernt hat. Bei ihrem ersten Treffen stellt sich heraus, dass Maya nur einen Meter groß ist. Deshalb hat er Angst, seine Freundin seinen Freunden vorzustellen. Moe übertreibt es mit seinen Witzen, so dass Maya mit ihm Schluss macht. Währenddessen verbringt Homer mehr Zeit mit seiner Tochter Maggie. |           |                                                 |                                     |                      |                                          |                     |                                  |                |        |
| 437 | 17        | Verliebt und zugedröhnt                         | The Good, the Sad and the Drugly    | 19. Apr. 2009        | 29. Jan. 2010 (SF2)                      | Rob Oliver          | Marc Wilmore                     | 2,27 Mio.      | LABF07 |
| Bart verliebt sich in ein Mädchen namens Jenny und benimmt sich, um sich mit ihr treffen zu können. Als sie seine wahre Persönlichkeit entdeckt, verlässt sie ihn, und Bart ist wieder so wie vorher. Währenddessen erforscht Lisa, wie Springfield in fünfzig Jahren aussehen wird, und wird vom Ergebnis depressiv. |           |                                                 |                                     |                      |                                          |                     |                                  |                |        |
| 438 | 18        | Der Papa wird’s nicht richten                   | Father Knows Worst                  | 26. Apr. 2009        | 1. Feb. 2010 (SF2)                       | Matthew Nastuk      | Rob LaZebnik                     | 2,08 Mio.      | LABF08 |
| Bart und Lisa bekommen in der Schule Probleme mit ihrem schulischen und sozialen Leben, so dass Homer die beiden überwacht. Währenddessen entdeckt Marge eine Sauna im Keller. |           |                                                 |                                     |                      |                                          |                     |                                  |                |        |
| 439 | 19        | Auf nach Waverly Hills                          | Waverly Hills 9-0-2-1-D’Oh          | 3. Mai 2009          | 2. Feb. 2010 (SF2)                       | Michael Polcino     | J. Stewart Burns                 | 2,02 Mio.      | LABF10 |
| Als Marge erfährt, dass die Grundschule von Springfield die schlechteste des Bundesstaates ist, mieten Homer und sie ein Apartment im gehobenen Schulbezirk Waverly Hills, so dass Bart und Lisa eine bessere Schule besuchen können. Homer zieht währenddessen in das gemietete Apartment und gewöhnt sich an den Lebensstil von Junggesellen. |           |                                                 |                                     |                      |                                          |                     |                                  |                |        |
| 440 | 20        | Vier Powerfrauen und eine Maniküre              | Four Great Women and a Manicure     | 10. Mai 2009         | 3. Feb. 2010 (SF2)                       | Raymond S. Persi    | Valentina L. Garza               | 1,91 Mio.      | LABF09 |
| Marge und Lisa besuchen einen Nagelsalon, während sie eine Debatte führen, ob eine Frau gleichzeitig intelligent, stark und schön sein kann. Dabei erzählen sie sich vier Geschichten über berühmte Frauen mit Einwohnern von Springfield als Hauptrollen: Selma als Queen Elisabeth I., Lisa als Schneewittchen, Marge als Lady Macbeth und Maggie als die idealistische Architektin aus Ayn Rands Roman Der ewige Quell. |           |                                                 |                                     |                      |                                          |                     |                                  |                |        |
| 441 | 21        | Es war einmal in Homerika                       | Coming to Homerica                  | 17. Mai 2009         | 4. Feb. 2010 (SF2)                       | Steven Dean Moore   | Brendan Hay                      | 2,35 Mio.      | LABF12 |
| Weil in der Stadt Ogdenville die Arbeitslosigkeit massiv steigt, gehen viele Arbeitssuchende von Ogdenville nach Springfield. Nachdem die Springfielder beschlossen haben, die Stadtgrenze zu schließen, und Polizeichef Wiggum Hilfe dabei gefordert hat, organisiert Homer eine Grenzüberwachungsgruppe. Nachdem diese überfordert ist, wird eine Mauer errichtet. |           |                                                 |                                     |                      |                                          |                     |                                  |                |        |

## Rezeption
„Die 20. Staffel der Simpsons wurde grenzwertig euphorisch erwartet. Nach zwanzig Jahren auf dem Buckel kann es doch schon mal an Kreativität und Originalität mangeln oder zumindest schwächer werden. Das ist eine ganz natürliche Entwicklung und im Grunde auch schon normal. Doch ‚Die Simpsons‘ schwächeln nicht, im Gegenteil. Im Jubiläumsjahr fahren Cast & Crew noch einmal alles auf, was sie an beißendem, ironischem und sarkastischem Witz zu bieten haben. Zeitweise wird das bitterböse und macht richtig, richtig viel Spaß!“

Die Episoden der 20. Staffel wurden für insgesamt fünf Primetime Emmy Awards nominiert. Die Folge Auf der Jagd nach dem Juwel von Springfield war in den Kategorien Outstanding Animated Program (for Programming Less Than One Hour) und Outstanding Music Composition for a Series. Dan Castellaneta gewann die Kategorie Outstanding Voice-Over Performance für die Folge Der Papa wird’s nicht richten; Hank Azaria und Harry Shearer wurden in der gleichen Kategorie für die Folgen Große, kleine Liebe bzw. Ja, diese Biene, die ich meine, die heißt Monty nominiert. Die Gewinner wurden am 12. September 2009 bekannt gegeben. Außerdem wurde Joel H. Cohen mit dem Writers Guild of America Awards 2010 ausgezeichnet.